# カルシウム (ラジオドラマ)
『カルシウム』は、日本のシナリオバンク、プレイワークスによるプレイワークス作品。
プレイワークスプロジェクト・ラジオドラマ第3弾
2006年avex traxより1万枚限定でCD（CCCD仕様）が発売された。

## スタッフ
- 脚本: なつき　遠藤尚太郎　網野酸
- 監督: 遠藤尚太郎

## キャスト
- チヨ: 山口紗弥加
- セイ: 忍成修吾
- 咲子: 宮坂あゆみ